# Veeriku
Veeriku is een plaats in de Estlandse gemeente Saaremaa, provincie Saaremaa. De plaats heeft de status van dorp (Estisch: küla) en telt 45 inwoners (2021).
Tot in oktober 2017 behoorde Veeriku tot de gemeente Valjala. In die maand werd Valjala bij de fusiegemeente Saaremaa gevoegd.

## Geschiedenis
Veeriku werd pas in 1922 voor het eerst genoemd als dorp op het voormalige landgoed van Sassi. Sassi (Duits: Kabbil) bestond al in de 14e eeuw, maar de eerste vermelding dateert uit 1453 onder de naam Kabbell. De eigenaar was op dat moment Hinrik Saß; de Estische naam Sassi is afgeleid van de familie Saß (ook wel (von) Sass), die steeds betrokken is geweest bij het landgoed, meestal als eigenaar. De Duitse naam is waarschijnlijk terug te voeren op een kapel uit de 13e eeuw, die op het terrein van het latere landgoed stond voordat de kerk van het naburige Valjala werd gebouwd. Volgens sommige bronnen heeft op het terrein van Sassi ook een nonnenklooster gelegen.
De laatste eigenaar voor het landgoed in 1919 door het onafhankelijk geworden Estland werd onteigend, was Erna Baronin Sass. De plaats waar het landhuis heeft gestaan ligt in Veeriku. Het landhuis heeft tussen 1928 en 1972 nog dienst gedaan als dorpsschool.
Tussen 1977 en 1997 maakte het buurdorp Kogula deel uit van Veeriku.